# Ascolíquenes

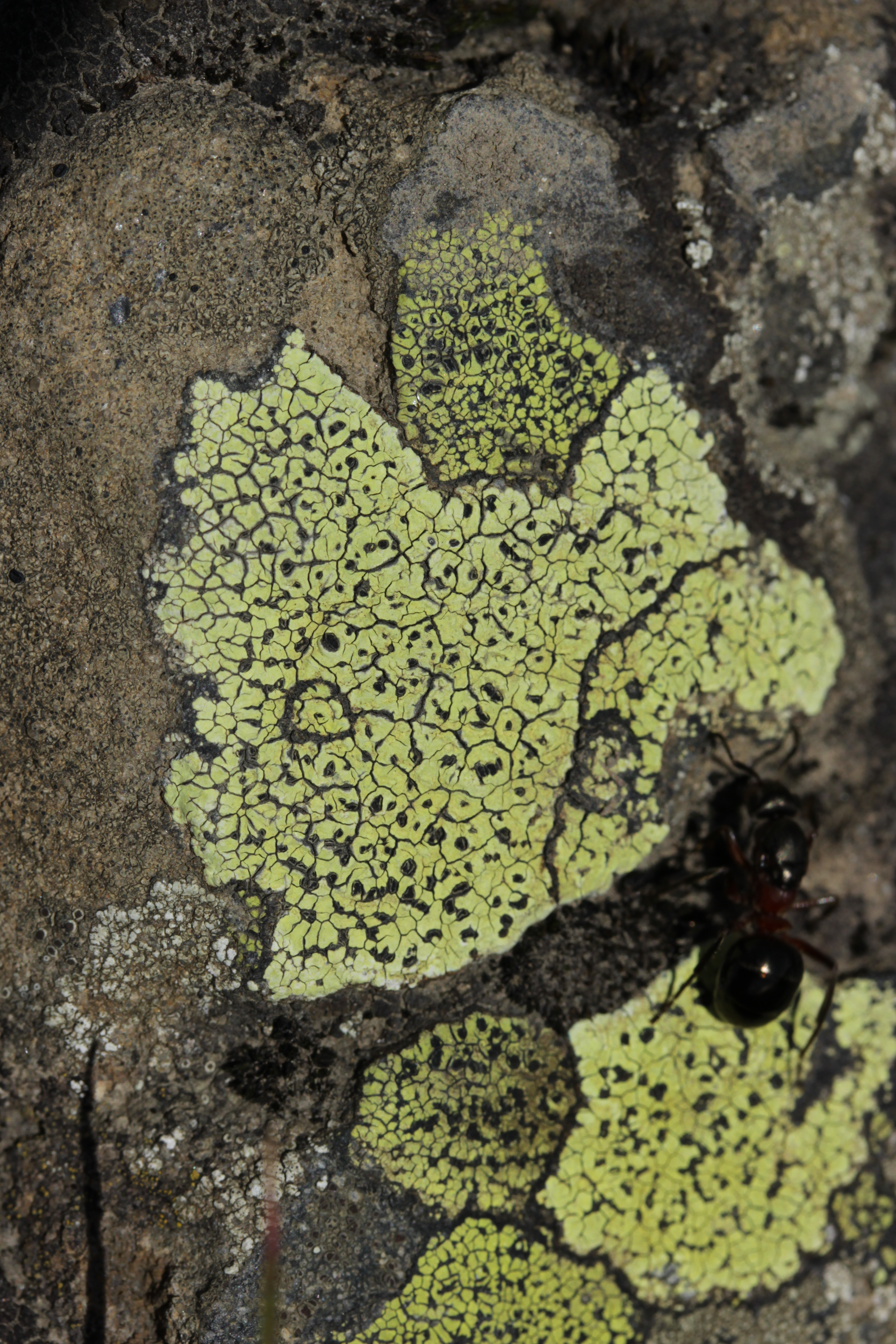
Ascoliquen Rhizocarpon.

En micología, se llama ascolíquenes al grupo de líquenes que se caracterizan por la presencia de un ascomiceto en su estructura fúngica, con sus respectivas ascas con ascosporas, también cabe citar que los ascolíquenes constituyen el 96% de los líquenes siendo muy pocos los basidiolíquenes. En los hongos ascomicetos se pueden observar hasta ocho ascosporas generalmente lo cual los diferencia de los basidiolíquenes. 
Las estructuras de reproducción en los ascolíquenes son los apotecios (ascosporas), aunque otra forma de reproducción es por fragmentación (soredios) y las pseudocifelas. La organización del talo puede ser homómera (córtex superior; alga e hifas disgregadas en una sola capa; córtex inferior pegado al sustrato) o heterómera (córtex superior; capa algal que puede ser un alga clorofita o cianobacteria; médula llena de hifas, es decir, tejido fúngico; córtex inferior). 
Entre los talos liquénicos más comunes están:
- Talo crustáceo, difícil de separar del sustrato, no presenta lámina inferior ya que las hifas están en contacto directo con el sustrato. Se debe tener en cuenta que la medida en cm del radio del liquen nos reporta los años de vida del liquen. Ej; Lecidea
- Talo foliáceo, muy parecido al anterior, es mucho más fácil de separar del sustrato. Ej; Dyctionema glabratum, Parmelia
- Talo fruticoso, apariencia de arbolito seco o arbusto. Usnea
- Talo sorediado, apariencia de polvo la cual representa su aspecto reproductivo. Ej; Chrysothrix candelaris
- Talo gelatinoso, muy parecido al foliáceo pero de apariencia gelatinoso debido a la abundancia de la capa de algas. Ej; Leptoginum
- Talo escuamuloso, crecimiento de un escuámulo sobre otro, cabe citar que en algunos ejemplares cada escuámulo representa un año de vida del liquen. Ej; Cladonia verticillata.